# Stavis Å
Stavis Å (også stavet Stavids Å) er en dansk å med en længde på 26 km, der udspringer nord for Vissenbjerg i Andebølle Mose og fortsætter mod Odense, hvor den løber i den nordvestlige del af byen for til sidst løbe ud i Odense Kanal. Undervejs løber Ryds Å og Viemoserenden ud i åen.
I 2011-2012 blev der gennemført en naturgenopretning af Stavis Å til 18 millioner kroner, hvor den blandt andet blev genslynget. Det var oprindeligt planlagt, at arbejdet skulle være færdigt i november 2011, men grundet mængden af regn, måtte arbejdet udsættes.
Der lå tidligere en badeanstalt ved Stavis Å, men den blev lukket af stadslægen i 1932, hvilket førte til, at opførelsen af Odense Friluftsbad året efter.

## Etymologi
Navnet stammer fra det oldnordiske ord stafr, der betyder stolpe eller stang og af det tidligere danske ord vad, der betyder et vadested over en å.